# 류숙 (고려)
류숙(柳淑, 1316년 ~ 1368년)은 고려 후기의 문신이다. 본관은 서령, 자는 순부(純夫), 호는 사암(思庵)이다. 휘호는 문희공(文僖公), 군호는 서령군(瑞寧君)이다.고려 공민왕 때의 정치가, 학자, 문인, 공민왕의 반원자주개혁정치의 설계자, 공민왕의 스승, 삼봉 정도전의 스승.

## 생애
고려 후기의 문신. 본관은 서령(瑞寧), 자는 순부(純夫), 호는 사암(思庵). 휘호는 문휘공(文僖公), 봉군은 서령군(瑞寧君)이다. 1331년(충혜왕 원년) 성균시(成均試)합격하고 1340년 문과에 급제하여 좌주(座主)는 김영돈(金永旽)과 안축(安軸)이다. 1341년 강릉대군(후에 공민왕)의 시학(侍學)이 되어 원나라에서 공민왕의 곁을 지켰다. 1346년 잠시 귀국해서 춘추수잔(春秋脩撰)과 편수관(編修官)이 되어 충렬왕, 충선왕, 충숙왕의 실록을 편수하고 다시 원나라로 돌아갔다.
1351년 공민왕(恭愍王)이 즉위하자 함께 고려에 돌아와 1차 반원 자주 개혁정치(反元 自主 改革政治)를 주도적으로 설계하고 추진하였다. 하지만 친원파 세력은 강력하게 반발하였고 원나라의 승상(丞相) 탈탈(脫脫)은 핵심자인 류숙(柳淑)과 김득배(金得培)를 ‘섬인(憸人)’으로 지목하여 그들의 처벌을 요구하여 결국 공민왕(恭愍王)은 이들을 파직(罷職) 하였다. 친원파인 조일신(趙日新)의 난이 평정(平定)된 후 다시 등용(登庸)되어 2차 개혁을 추진하여 기철 등 28명의 친원파 세력들을 일시에 제거하고 정동행중서성 이문소(征東行中書省理問所)를 파하고 압록강 서쪽 8참(八站)과 파사부(婆娑府) 등 3참(站)을 격파(擊破) 요동을 회복하고 쌍성(雙城) 등지를 수복(收復)하게 하였다. 몽고풍을 일소하고 전민변정도감(田民辨整都監)을 통하여 백성들의 어려움을 구제하였다. 원나라에 대한 간섭을 제거하고 반원 자주 개혁정치(反元 自主 改革政治)를 성공 시켰다.
1355년 성균시를 주관하여 전익(全翊) 등 99명의 인재를 뽑았다. 1361년 홍언박(洪彦博)과 함께 동지공거(同知貢擧)를 맡아 문과를 주관하여, 박실(朴實), 정도전(鄭道傳), 이숭인(李崇仁), 안경온(安景溫), 강호문(康好文), 설장수(偰長壽), 김자충(金子盅) 등 33명의 문생을 뽑았다.
벼슬은 도첨의찬성사(都僉議贊成事)·상의회의도감사(商議會議都監事)·예문관대제학(藝文舘大提學)·지춘추관사(知春秋館事)·상호군(上護軍),영서운관사(領書雲觀事)에 이르렀고 신돈의 등장이후 공민왕에 간청하여 결국 은퇴의 허락을 받아 스스로 물러나 고향에 은거하였다. 하지만 이후에도 신돈은 그의 복직을 두려워하며 참소를 계속했으므로 류숙은 장형에 처해지고 가산을 몰수당하기까지 했으며, 1368년 영광군(靈光郡)에서 신돈이 보낸 자객에게 끝내 교살당했다.

## 사후
신돈이 처형당한 후 왕은 비로소 모든 사정을 알고는, 류숙의 죽음을 깊이 애도하고 조서를 내려 그의 억울함을 밝혀 주었으며, 문희(文僖)라는 시호를 내렸다.1376년(우왕 2) 11월 공민왕의 묘정(廟廷)에 배향되었다.
류숙(柳淑)은 총 5회에 걸쳐 공신(功臣)을 하사 받았는데. 1352년 연저수종공신(燕邸隨從功臣), 1356년 안사공신(安社功臣), 1361년 충근절의찬화공신(忠勤節義贊化功臣), 1363년 흥왕토적공신(興王討賊功臣), 1376년 배향공신(配享功臣)이 되고 고려충신(高麗忠臣)의 대표적인 인물이 되었다.

## 가족 관계
※근거 자료는 『류숙 묘지명』이다.
- 증조 - 류공기(柳公器) : 합문지후(閤門祗候), 증(贈) 도첨의찬성사(都僉議贊成事)·수문전대학사(修文殿大學士)·감수국사(監修國士)·판전리사사(判典理司事)
  - 조부 - 류굉(柳宏) : 검교군기감(檢校軍器監), 증 도첨의평리(都僉議平理)·상호군(上護軍)
    - 아버지 - 류성계(柳成桂) : 태상경(太常卿)·지다방사(知茶房事)
    - 어머니 - 증 도첨의찬성사 강문세(姜文世)의 딸
      - 첫째 부인 - 청주(淸州) 양씨(楊氏)
        - 장남 - 류실(柳實) : 밀직사부사상의(密直司副使商議)·상의회의도감사(商議會議都監事)·상호군
        - 차남 - 류후(柳厚) : 관찰사(觀察使), 류기(柳沂, ? ~ 1410년)의 아버지
        - 첫째 사위 - 김자충(金子盅)
        - 둘째 사위 - 최정유(崔正濡)

      - 둘째 부인 - 오씨(吳氏)
        - 셋째 사위 - 이행(李行, 1352년 ~ 1432년) : 유후(留後)

## 같이 보기
- 성암서원 - 충청남도 문화재자료 제205호